# Christof Rasche

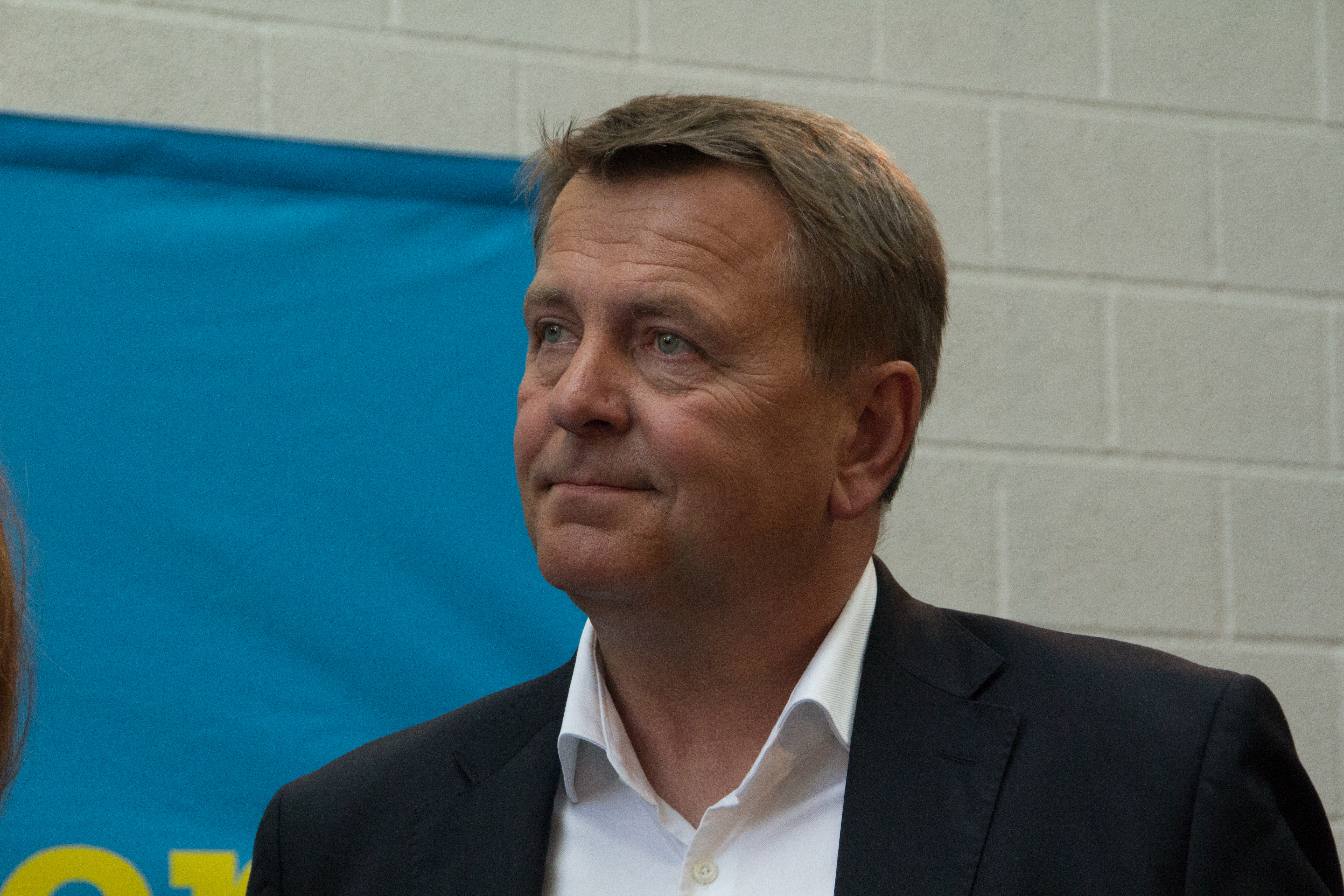
Christof Rasche (2017)

Christof Rasche (* 4. Juni 1962 in Erwitte) ist ein deutscher Politiker (FDP). Er ist seit 2000 Abgeordneter im Landtag von Nordrhein-Westfalen und seit 2022 der 3. Vizepräsident des Landtages. Zuvor war er von 2017 bis 2022 Vorsitzender der FDP-Fraktion im Landtag.

## Leben
Rasche ist der Sohn eines ehemaligen Bürgermeisters der Stadt Erwitte. Er absolvierte nach dem Erhalt der mittleren Reife 1978 eine Ausbildung zum Bankkaufmann bei der Sparkasse Erwitte, die er 1981 erfolgreich abschloss. Im Anschluss war er weiter für das Kreditinstitut tätig. Im Jahr 1987 wurde er zum Geschäftsstellenleiter befördert. 1990 beendete Rasche die Fortbildung zum Sparkassenfachwirt. Von der Sparkasse Erwitte-Anröchte wurde er im Jahre 2000 für die Wahrnehmung seines Landtagsmandates beurlaubt. Christof Rasche ist in zweiter Ehe verheiratet und hat ein Kind.

## Politische Tätigkeit

### Partei
Rasche war zuerst Mitglied der Jungen Union. Als sein Vater von der CDU nicht wieder zur Wahl aufgestellt wurde, trat er aus der CDU aus und gründete zusammen mit seinem Bruder 1979 einen FDP-Ortsverband. Er ist seit 1996 Vorsitzender des FDP-Stadtverbandes Erwitte und Mitglied im Vorstand des FDP-Bezirksverbandes Westfalen-Süd. Im Jahr 1999 erreichte die FDP bei der Kommunalwahl in Erwitte 18,5 Prozent, das landesweit beste Ergebnis, was Jürgen Möllemann, veranlasste, Rasche über eine Kandidatur für den Landtag nachdenken zu lassen. Von 2000 bis 2011 war er Vorsitzender des FDP-Kreisverbandes Soest. 2004 wurde Rasche Mitglied des FDP-Landesvorstandes in Nordrhein-Westfalen. 2010 übernahm Rasche den Vorsitz des FDP-Bezirksverbandes Westfalen-Süd. Seit 2013 gehört er aufgrund seiner Ämter als Parlamentarischer Geschäftsführer bzw. Vorsitzender der Landtagsfraktion dem geschäftsführenden Landesvorstand der FDP NRW an. 2021 wurde er in den Bundesvorstand der FDP gewählt.

### Abgeordneter
Christof Rasche ist seit 1994 Vorsitzender der FDP-Fraktion im Rat der Stadt Erwitte und seit dem 2. Juni 2000 Abgeordneter des Landtags Nordrhein-Westfalen. Er wurde stets über die Landesliste der FDP in den Landtag gewählt. Zudem kandidierte er jeweils auch im Landtagswahlkreis Soest II, wo er 11,7 % (2000), 8,7 % (2005) 7,6 % (2010), 6,5 % (2012), 10,3 % (2017) und 8,7 % (2022) der (Erst-)Stimmen erhielt (bis einschließlich 2005 wurde in Nordrhein-Westfalen nach einem Einstimmenwahlrecht gewählt).
Er war von 2002 bis 2012 stellvertretender Vorsitzender der FDP-Fraktion sowie Sprecher für Bau, Verkehr und Sport. Rasche hatte mehrere Jahre den Vorsitz der Arbeitsgruppe Verkehr der bundesweiten FDP-Fraktionsvorsitzendenkonferenz inne. In der Zeit vom 29. Mai 2012 bis Oktober 2017 war er Parlamentarischer Geschäftsführer der FDP-Fraktion. Nachdem Christian Lindner sein Amt als Fraktionsvorsitzender der FDP-Landtagsfraktion NRW abgab, war Rasche von Oktober 2017 bis Mai 2022 Vorsitzender der FDP-Fraktion im nordrhein-westfälischen Landtag. Am 1. Juni 2022 wurde er in der konstituierenden Sitzung zum 3. Vizepräsidenten des Landtages gewählt.